# Dasophrys punctipennis
Dasophrys punctipennis är en tvåvingeart som beskrevs av Engel 1927. Dasophrys punctipennis ingår i släktet Dasophrys och familjen rovflugor. Inga underarter finns listade i Catalogue of Life.